# St Mary's
Pour l’article homonyme, voir St. Mary's.
St Mary's (Ennor en cornique) est l'île la plus étendue et la plus peuplée des Sorlingues (ou Îles Scilly). Elle atteint 5 km sur sa plus grande largeur et son littoral s'étend sur 15 km. Sa superficie est de 6,58 km2.

## Description

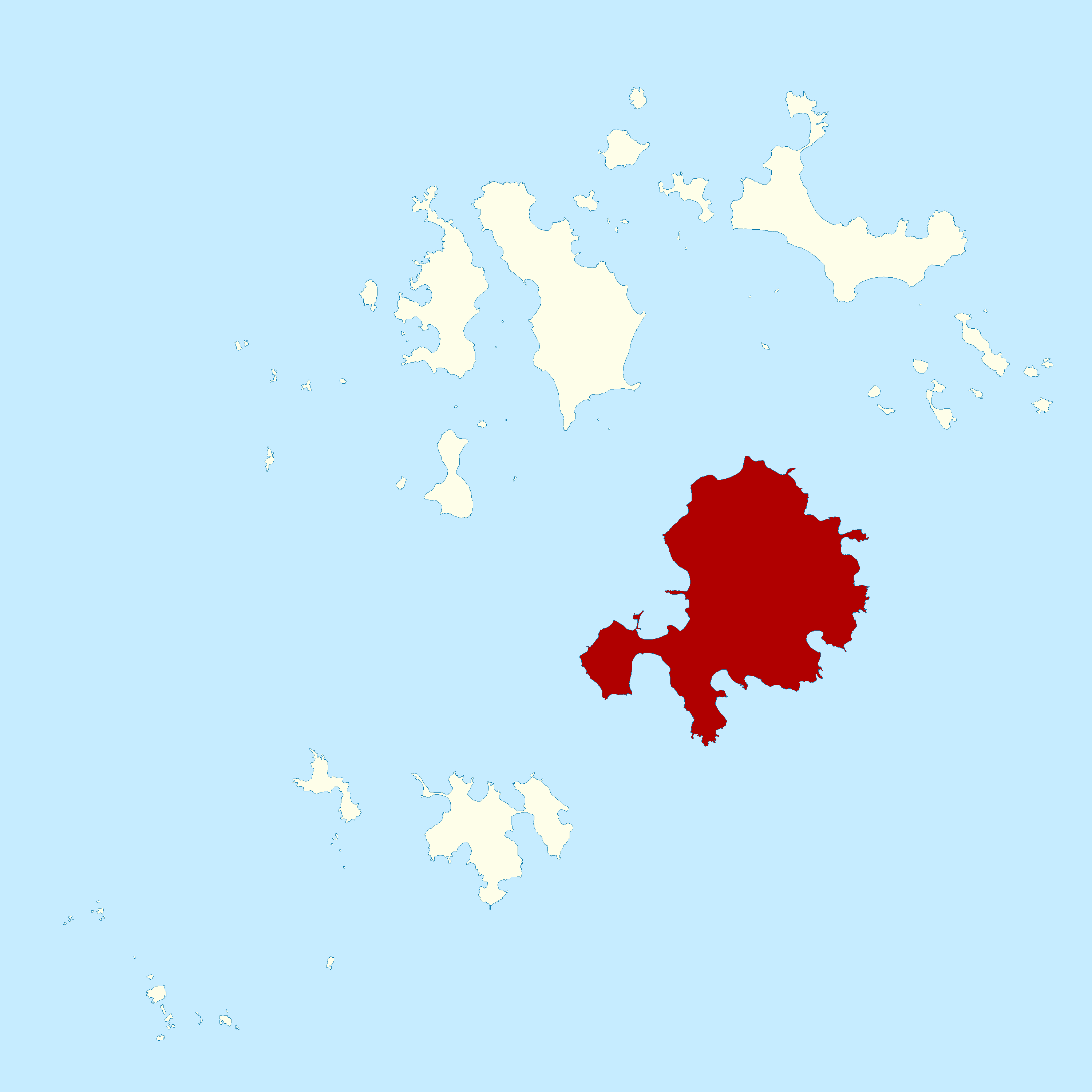
Localisation de St Mary's dans l'archipel des Sorlingues.

Hugh Town, la ville principale de l'île, a été vendue en 1949 à ses habitants par la couronne britannique ; le reste de l'île est possession du duché de Cornouailles. Les autres localités sont Old Town, Porthloo, Holy Vale, Maypole, Rocky Hill et Telegraph.
Harold Wilson, premier ministre du Royaume-Uni, y vécut avant de mourir (à Londres) en 1995, et d'y être enterré.
L'aéroport de St Mary's est le principal aéroport de l'archipel.
La RNLI y a établi une base de secours en mer dès 1837. Les deux premiers bateaux de sauvetage étaient abrités dans un hangar à bateaux sur la plage de Hugh Town. La station fut fermée de 1855 à 1874. Un nouveau hangar à bateau fut construit à Porth Cressa. En 1899, un nouveau hangar à bateau ainsi qu'une cale furent construits à Carn Thomas. Le premier bateau motorisé arriva en 1919.
Les sauveteurs en mer de St. Mary's ont reçu de nombreuses médailles pour leur bravoure et avoir sauvé nombre de vies humaines dans les eaux dangereuses de l'archipel.
Ses fonds abritent les vestiges du vaisseau HMS Colossus de la flotte de l'amiral Nelson à la Bataille de Trafalgar. Il s'échoue au milieu des Îles Scilly le 10 décembre 1798.
Le prince de Galles tire une partie de ses "royalties" de cet archipel qui dépend du duché de Cornouailles (ARTE programme diffusé le 8 août 2019, 8h).

## Phare
Un phare a été érigé en 1911, à l'extrémité sud de l'île, sur Peninnis Head (en) qui est un site d'intérêt scientifique particulier.

## Églises
L'île dispose de deux églises anglicanes, St. Mary's Church et St. Mary's Old Church. Harold Wilson est enterré dans le cimetière de cette dernière.
L'actuelle église méthodiste, à Hugh Town, a été construite en 1899 par A.J. Trenear.

## Telegraph Tower
La tour d'observation des garde-côtes est connue sous le nom de Telegraph Tower (tour du télégraphe). Elle est utilisée pour transmettre les émissions de Radio Scilly.
Érigée en 1803, c'est l'une des trois tours munies de caronades à son sommet construites par le major Daniel Lyman à St Mary's. Elles étaient prévues pour héberger une équipe de 8 à 10 hommes.
C'est de cette tour que Guglielmo Marconi, en 1898, reçut un signal radio émis depuis Porthcurno, à 40 kilomètres de distance.

## The GarrisonetStar Castle
Star Castel (fort en étoile) est au centre d'un système de fortifications connu sous le nom de The Garrison (la garnison) qui comprend un mur d'enceinte protégeant Hugh Town et le fort.
Craignant une nouvelle tentative d'invasion espagnole après l'expédition de l'Invincible Armada de 1588, Élisabeth Ire d'Angleterre ordonna la construction de cet ouvrage, ce qui fut fait en 1593, sous la direction de Francis Godolphin.
Les murs du fort forment une étoile à huit branches, d'où son nom.
En 1740, maître Gunner Abraham Tovey modifia le tracé du mur d'enceinte afin qu'il épouse la côte.
De nos jours, Star Castel est un hôtel.

## Population

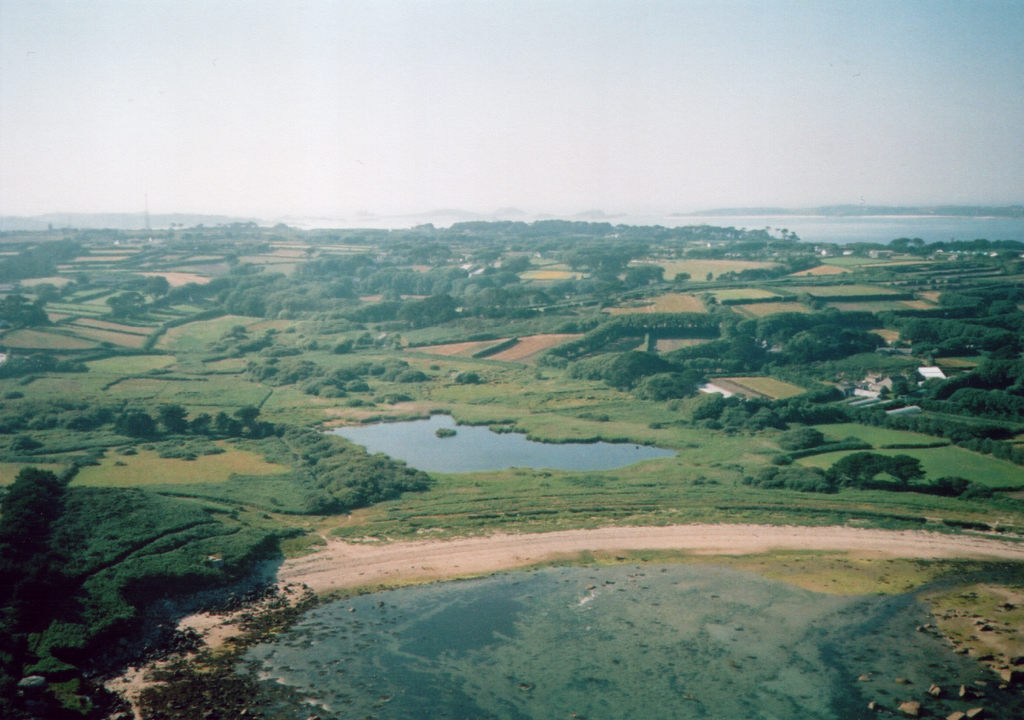
Vue aérienne de St Mary's.

- 1841 : 1 519 habitants plus 26 dans The Garrison
- 1861 : 1 424
- 1871 : 1 368
- 1881 : 1 290
- 1891 : 1 201
- 1901 : 1 355
- 1911 : 1 376
- 1921 : 1 196
- 1931 : 1 216
- 1951 : 1 625
- 1961 : 1 736
- 1971 : 1 958
- 1981 : 2 073
- 1991 : 1 600
- 2001 : 1 666